# La Motte-Brebiere Communal Cemetery
La Motte-Brebiere Communal Cemetery is een begraafplaats gelegen in de Franse plaats Lamotte-Brebière (Somme). De militaire graven worden onderhouden door de Commonwealth War Graves Commission.
De begraafplaats telt 9 geïdentificeerde Gemenebest graven uit de Eerste Wereldoorlog.